# آب‌انبار توت
آب‌انبار توت مربوط به دوره پهلوی است و در شهرستان اردکان، بخش خرانق، دهستان زرین، روستای توت واقع شده و این اثر در تاریخ ۷ اسفند ۱۳۸۶ با شمارهٔ ثبت ۲۱۶۸۵ به‌عنوان یکی از آثار ملی ایران به ثبت رسیده‌است.